# 徐輝 (成化進士)
徐輝（1425年—？），字孔昭，浙江嘉興縣人，明朝政治人物。進士出身。

## 生平
順天府鄉試第四十二名。成化二年（1466年）丙戌科會試第二百四十六名，殿試登進士第三甲第一百一十七名。

## 家族
曾祖父徐原諟。祖父徐彥昇。父亲徐朗。